# Sveča
Sveča je svetilo, ki je običajno sestavljeno iz notranjega stenja, ki se nahaja v sredini telesa iz trdega goriva. Običajno je gorivo vrsta voska (najpogostejši parafin).
Preden se sveča prižge, je stenj nameščen v gorivu, ki je v trdi obliki. Toplota vžigalice oz. plamena, s katerim prižigamo svečo, povzroči, da se sveča sprva stali, nakar izpari manjša količina goriva. Po izparevanju se gorivo veže s kisikom v zraku, kar povzroči nastanek samostojnega plamena. Ta plamen nato poskrbi za samostojno toploto, ki omogoča samostojno gorenje sveče glede na samovzdrževalno verigo dogodkov: toplota sveče stali vrh telesa trdega goriva, utekočinjeno gorivo se nato premakne navzgor po stenju zaradi kapilarnosti, nato pa tekočinsko gorivo izpari pri gorenju znotraj svečinega plamena.
Samo gorenje sveče poteka v različnih fazah, kar se vidi v različnih barvah, ki nastajajo znotraj plamena. Znotraj modrejših, bolj vročih fazah se vodik loči iz goriva in gori, da nastane vodna para. Svetlejša, rumenkasta faza pa označuje, da se preostali ogljik oksidira, pri čemer nastaja ogljikov dioksid.
Z gorenjem se prične manjšati količina goriva, nakar preostanek stenja, ki ni obkrožen z gorivom, sam dokončno izgori.

## Zgodovina uporabe
Pred uporabo elektrike v gospodinjstvu so bile sveče poleg oljenk eno najbolj pogostih sredstev za razsvetljavo. Uporaba sveč je bila razširjena predvsem tam, kjer je bilo razširjeno čebelarstvo, saj je bil čebelji vosek zelo primerno sredstvo za izdelavo sveč. V severni Evropi in severni Ameriki so za razsvetljavo bolj kot sveče uporabljali oljenke na živalsko maščobo (olja raznih vrst rib ter maščobo večjih morskih sesalcev) v Sredozemlju pa olivno olje. Ponekod so za razsvetljavo uporabljali tudi trske posebnih vrst lesa.

## Sodobna uporaba
Danes so sveče namenjene ustvarjanju romantičnega ozračja v domovih ter v religiozne namene, odišavljene sveče pa se uporabljajo tudi za aromaterapevtske namene.

### Religija
V krščanstvu predstavlja goreča sveča Kristusov nauk ter božjo luč zaradi česar vedno gori na oltarju ob sveti maši. Z njimi se kristjani za praznik vernih duš tudi spominjamo svojih mrtvih. V predbožičnem (adventnem) času prižigamo sveče na adventnih vencih. 
Velikonočna sveča predstavlja vstalega Kristusa, čigar življenje in trpljenje, smrt in vstajenje pomeni luč kreposti in resnice, ki preganja temo greha in zablode. To poudarja posebno Velikonočna hvalnica, ki je pesem veselja nad Kristusovo zmago. Poje jo duhovnik ali diakon na velikonočno vigilijo in je pesniško oblikovani hvalospev velikonočni sveči, ki ima torej simboličen pomen.
V pravoslavni cerkvi predstavlja prižiganje sveče spremljevalni obred pri molitvah.